# Okayama
Okayama (岡山県 (Cương Sơn huyện) Okayama-ken) là một tỉnh của Nhật Bản nằm ở vùng Chūgoku trên đảo Honshū. Trung tâm hành chính là thành phố Okayama.

## Địa lý
Okayama giáp ranh với các tỉnh Hyōgo, Tottori và Hiroshima. Nó nằm đối diện với tỉnh Kagawa tại đảo Shikoku qua bờ biển nội địa Seto và  90 đảo trên biển.
Okayama có thị trấn cổ Kurashiki. Dân cư tập trung chủ yếu ở hai thành phố là Kurashiki và Okayama.

## Lịch sử
Trong cuộc Minh Trị Duy tân, ba tỉnh là Bitchu, Bizen và Mimasaka được hợp thành tỉnh Okayama.

## Hành chính

### Thành phố
| Tên               | Tên      | Diện tích (km2) | Dân số  | Bản đồ |
| Rōmaji            | Kanji    | Diện tích (km2) | Dân số  | Bản đồ |
| ----------------- | -------- | --------------- | ------- | ------ |
| Akaiwa            | 赤磐市   | 209,43          | 44.498  |        |
| Asakuchi          | 浅口市   | 66,46           | 35.022  |        |
| Bizen             | 備前市   | 258,23          | 35.610  |        |
| Ibara             | 井原市   | 243,36          | 41.460  |        |
| Kasaoka           | 笠岡市   | 136,03          | 50.160  |        |
| Kurashiki         | 倉敷市   | 355,63          | 483.576 |        |
| Maniwa            | 真庭市   | 828,43          | 44.265  |        |
| Mimasaka          | 美作市   | 429,19          | 28.502  |        |
| Niimi             | 新見市   | 793,27          | 30.583  |        |
| Okayama (thủ phủ) | 岡山市   | 789,92          | 720.841 |        |
| Setouchi          | 瀬戸内市 | 125,51          | 37.934  |        |
| Sōja              | 総社市   | 212             | 67.059  |        |
| Takahashi         | 高梁市   | 547,01          | 31.556  |        |
| Tamano            | 玉野市   | 103,61          | 60.101  |        |
| Tsuyama           | 津山市   | 506,36          | 102.294 |        |

### Làng và thị trấn
| Tên          | Tên        | Diện tích (km2) | Dân số | Huyện    | Bản đồ |
| Rōmaji       | Kanji      | Diện tích (km2) | Dân số | Huyện    | Bản đồ |
| ------------ | ---------- | --------------- | ------ | -------- | ------ |
| Hayashima    | 早島町     | 7,62            | 12.671 | Tsukubo  |        |
| Kagamino     | 鏡野町     | 419,69          | 14.651 | Tomata   |        |
| Kibichūō     | 吉備中央町 | 268,73          | 11.989 | Kaga     |        |
| Kumenan      | 久米南町   | 78,65           | 4.962  | Kume     |        |
| Misaki       | 美咲町     | 232,15          | 17.776 | Kume     |        |
| Nagi         | 奈義町     | 69,54           | 5.861  | Katsuta  |        |
| Nishiawakura | 西粟倉村   | 57,93           | 1.437  | Aida     |        |
| Satoshō      | 里庄町     | 12,23           | 11.204 | Asakuchi |        |
| Shinjō       | 新庄村     | 67,1            | 951    | Maniwa   |        |
| Shōō         | 勝央町     | 54,09           | 11.237 | Katsuta  |        |
| Wake         | 和気町     | 144,21          | 14.191 | Wake     |        |
| Yakage       | 矢掛町     | 90,62           | 14.041 | Oda      |        |

## Giáo dục
- Đại học Okayama

Tại tỉnh Okayama có một câu lạc bộ bóng chuyền nữ có tên là Okayama seagull đang chơi tại giải vô địch quốc gia Nhật Bản đây là đội bóng không có nhà tại trợ tại Nhật Bản